# Margareth Menezes (álbum)
Margareth Menezes é o álbum de estréia da cantora, compositora e atriz brasileira Margareth Menezes. O álbum foi lançado em 1988, pela PolyGram do Brasil (atual Universal Music). Com o álbum, Menezes ganhou um Troféu Imprensa de "Melhor Cantora de Disco" e iniciou uma série de shows por Buenos Aires, onde representou a Bahia.

## Faixas
| N.º | Título                         | Compositor(es)                      | Duração |  |
| 1.  | "Uma História de Ifá (Ejigbô)" | Ythamar Tropicália e Rey Zulu       | 4:07    |  |
| 2.  | "Devastação"                   | Jorge Zarath e Marco Lobo           | 2:58    |  |
| 3.  | "Mãe Lua"                      | Paulo Debétio e Paulinho Rezende    | 2:58    |  |
| 4.  | "Tenda do Amor (Magia)"        | Jorge Portugal e Lazzo              | 4:04    |  |
| 5.  | "Alegria da Cidade"            | Luiz Caldas                         | 5:12    |  |
| 6.  | "Janelas das Viagens"          | Djalma Oliveira e Tonho Matéria     | 4:15    |  |
| 7.  | "Correnteza do Amor"           | Carlos Pita                         | 3:04    |  |
| 8.  | "Você Virou Fumaça"            | Edil Pacheco e Paulo César Pinheiro | 3:59    |  |
| 9.  | "Muzenza"                      | Paulo Debétio e Paulinho Rezende    | 3:48    |  |
| 10. | "Natureza Mãe"                 | Cardan Dantas                       | 2:52    |  |
| 11. | "Planeta África-Brasil"        | Geraldo Azevedo e Capinam           | 4:51    |  |